# وزارة الهجرة والاندماج (إسرائيل)
وزارة استيعاب المهاجرين (وزارة استيعاب المهاجرين قبل عام 2017) في إسرائيل (بالعبرية: המשרד לקליטת העלייה‏)، (هَميسراد ليكليتات هَعليا)، عرفت حتى عام 1951 بوزارة الهجرة (بالعبرية: משרד העלייה‏)، (ميسراد هَعليا)، هي وزارة في الحكومة الإسرائيلية.
تتولى الوزارة بالتنسيق مع السلطات المحلية، مسؤولية المهاجرين الجدد بعد وصولهم وذلك لمدة ثلاثة أسابيع. وتساعد المهاجرين في إيجاد فرص العمل والسكن وتعطيهم المشورة بشأن التعليم، والتخطيط والقضايا الاجتماعية، فضلاً عن إعداد لائحة من الفوائد للمهاجرين (مثل الإعفاءات الضريبية، والمنح إلخ).

## قائمة الوزراء
وزارة استيعاب المهاجرين هي حقيبة صغيرة في مجلس الوزراء الإسرائيلي. الوزير الحالي هي زئيف إلكين من حزب الليكود. في بعض الأحيان هناك نائب للوزير كذلك.
| #                      | الوزير              | الحزب                  | الحكومة     | بداية المدة    | نهاية المدة    | ملاحظات             |
| وزير الهجرة            | وزير الهجرة         | وزير الهجرة            | وزير الهجرة | وزير الهجرة    | وزير الهجرة    | وزير الهجرة         |
| ---------------------- | ------------------- | ---------------------- | ----------- | -------------- | -------------- | ------------------- |
| 1                      | حاييم موشيه شابيرا  | الجبهة الدينية الموحدة | م، 1، 2     | 14 مايو 1948   | 8 أكتوبر 1951  |                     |
| وزير استيعاب المهاجرين |                     |                        |             |                |                |                     |
| 2                      | إيغال آلون          | التجمع                 | 13، 14      | 1 يوليو 1968   | 15 ديسمبر 1969 |                     |
| 3                      | شمعون بيريز         | التجمع                 | 15          | 22 ديسمبر 1969 | 27 يوليو 1970  |                     |
| 4                      | ناتان بيليد         | ليس عضواً في الكنيست    | 15          | 27 يوليو 1970  | 10 مارس 1974   |                     |
| 5                      | شلومو روزين         | ليس عضواً في الكنيست    | 16، 17      | 10 مارس 1974   | 20 يونيو 1977  |                     |
| 6                      | دافيد ليفي          | ليكود                  | 18          | 20 يونيو 1977  | 5 أغسطس 1981   |                     |
| 7                      | أهارون أبوهاتزيرا   | تامي                   | 19          | 5 أغسطس 1981   | 4 مايو 1982    |                     |
| 8                      | أهارون أوزان        | تامي                   | 19، 20      | 4 مايو 1982    | 13 سبتمبر 1984 |                     |
| 9                      | يعقوف تسور          | التجمع                 | 21، 22      | 13 سبتمبر 1984 | 22 ديسمبر 1988 |                     |
| 10                     | إسحاق بيرتس         | شاس                    | 23، 24      | 22 ديسمبر 1988 | 13 يوليو 1992  |                     |
| 11                     | يائير تسابان        | ميرتس                  | 25، 26      | 13 يوليو 1992  | 18 يونيو 1996  |                     |
| 12                     | يولي يوئيل إدلشتاين | إسرائيل بعالياه        | 27          | 18 يونيو 1996  | 6 يوليو 1999   |                     |
| 13                     | إيهود باراك         | إسرائيل واحدة          | 28          | 6 يوليو 1999   | 5 أغسطس 1999   | يتولى رئاسة الوزراء |
| 14                     | يولي تامير          | إسرائيل واحدة          | 28          | 5 أغسطس 1999   | 7 مارس 2001    |                     |
| 15                     | أرئيل شارون         | ليكود                  | 29          | 7 مارس 2001    | 28 فبراير 2003 | يتولى رئاسة الوزراء |
| 16                     | تسيبي ليفني         | ليكود كاديما           | 30          | 28 فبراير 2003 | 4 مايو 2006    |                     |
| 17                     | زئيف بويم           | كاديما                 | 31          | 4 مايو 2006    | 4 يوليو 2007   |                     |
| 18                     | يعقوب إدري          | كاديما                 | 31          | 4 يوليو 2007   | 14 يوليو 2008  |                     |
| 19                     | إيلي أفلالو         | كاديما                 | 31          | 14 يوليو 2008  | 31 مارس 2009   |                     |
| 20                     | صوفيا لاندفير       | إسرائيل بيتنا          | 32، 33      | 31 مارس 2009   | 10 مايو 2015   |                     |
| 21                     | زئيف إلكين          | ليكود                  | 34          | 14 مايو 2015   |                |                     |

### نائبو الوزراء
| # | الوزير              | الحزب           | الحكومة | بداية المدة    | نهاية المدة    |
| - | ------------------- | --------------- | ------- | -------------- | -------------- |
| 1 | أرييه إلياف         | التجمع          | 13، 14  | 12 أغسطس 1968  | 15 ديسمبر 1969 |
| 2 | شلومو روزين         | التجمع          | 15      | 20 نوفمبر 1972 | 10 مارس 1974   |
| 3 | أهارون أوزان        | تامي            | 19      | 11 أغسطس 1981  | 4 مايو 1982    |
| 4 | مارينا سولودكين     | إسرائيل بعالياه | 28      | 5 أغسطس 1999   | 11 يوليو 2000  |
| 5 | يولي يوئيل إدلشتاين | إسرائيل بعالياه | 29      | 7 مارس 2001    | 28 فبراير 2003 |
| – | مارينا سولودكين     | كاديما          | 30      | 30 مارس 2005   | 4 مايو 2006    |

## روابط خارجية
- الموقع الرسمي
- All Ministers in the Ministry of Immigrant Absorption Knesset website (بالإنجليزية)